# Nóż myśliwski

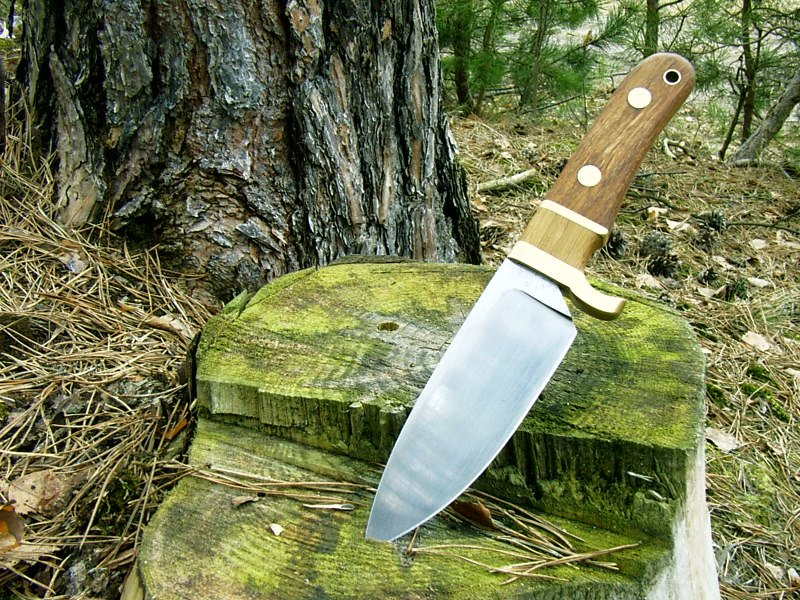
Nóż myśliwski

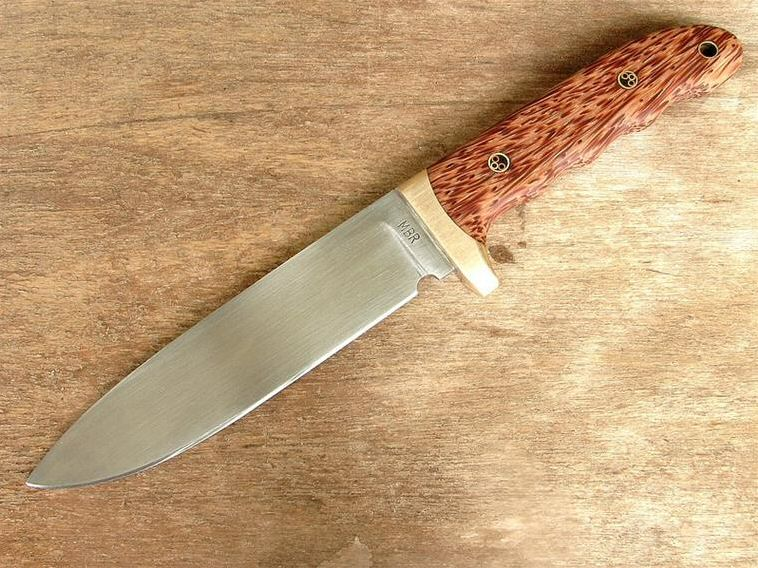
Lekki nóż myśliwski

Nóż myśliwski – nóż służący niegdyś do dobijania, a współcześnie przeważnie do oprawiania upolowanej zwierzyny, jak i jej patroszenia oraz do wykonywania drobnych prac obozowych (np. przygotowanie posiłku). Głownia tego typu noża powinna być niezbyt duża (ok. 10–12 cm), żeby wygodnie nim się wykonywało powyższe czynności. Wyważenie takiego noża powinno być neutralne albo z przewagą na rękojeść (lekka głownia).